# Ceuthophilus williamsoni
Ceuthophilus williamsoni är en insektsart som beskrevs av Theodore Huntington Hubbell 1934. Ceuthophilus williamsoni ingår i släktet Ceuthophilus och familjen grottvårtbitare. Inga underarter finns listade i Catalogue of Life.